# مارک رانسون
مارک دنیل رانسون (انگلیسی: Mark Daniel Ronson؛ زادۀ ۴ سپتامبر ۱۹۷۵) دی‌جی، ترانه‌سرا و تهیه‌کننده موسیقی انگلیسی-آمریکایی است. او بیشتر به دلیل همکاری با هنرمندانی همچون دورن دورن، ایمی واینهاوس، لیدی گاگا، لی‌لی آلن، رابی ویلیامز، مایلی سایرس، کوئینز آو د استون ایج، ادل و برونو مارس شناخته شده‌است. رانسون موفق به دریافت هفت جایزۀ گرمی از قبیل تهیه‌کننده سال برای آلبوم بازگشت به سیاهی واینهاوس و دو جایزۀ ضبط سال برای تک‌آهنگ‌های «بازپروری» و «فانک بالاشهری» شده‌است. رانسون همچنین یک جایزۀ اسکار، یک جایزۀ گلدن گلوب و یک جایزۀ گرمی برای نوشتن ترانه «کم‌عمق» که توسط لیدی گاگا و بردلی کوپر در فیلم ستاره‌ای متولد شده‌است (۲۰۱۸) اجرا شد، دریافت کرده‌است.